# Ofterschwanger Horn
L’Ofterschwanger Horn est une montagne d'une altitude de 1 406 mètres dans le massif des Alpes d'Allgäu, en Allemagne.

## Géographie

### Topographie
L'Ofterschwanger Horn est le sommet le plus septentrional du chaînon Horn. Quelques mètres en dessous du sommet principal se trouve un éperon orienté à l'est, à une altitude de 1 396 m. Ce sommet est herbeux et en grande partie dépourvu d'arbres. Une croix sommitale en bois et un espace avec des bancs en bois pour les randonneurs sont présents.
Le sommet offre une vue sur les chaînons montagneux de l'Allgäu : en face s'élève le groupe Daumen, au sud s'élèvent les Trettachspitze et Mädelegabel dans la vallée de la Trettach et de la Stillach, deux affluents de l'Iller.

## Activités
Le télésiège quatre places World Cup Express, qui part de la périphérie d'Ofterschwang, mène aux sentiers de randonnée autour de l'Ofterschwanger Horn. Le sommet lui-même se trouve à 400 m au sud de la station supérieure du téléphérique.
Un vaste réseau de sentiers de montagne et de randonnée permet à la fois des randonnées en montagne. Un grand nombre de refuges privés bordent l'Ofterschwanger Horn.
Grâce à sa montagne locale, Ofterschwang est un site de Coupe du monde de ski depuis 1999. Le long de l'Ofterschwanger Horn, le plus long système d'enneigement d'Allemagne, avec ses 5 000 m de longueur, garantit un paysage de pistes soigneusement conçu pour le ski alpin du sommet à la vallée.
L'Ofterschwanger Horn est également souvent utilisé comme point de départ pour le parapente.